# المساحة المفتوحة في المناطق الحضرية

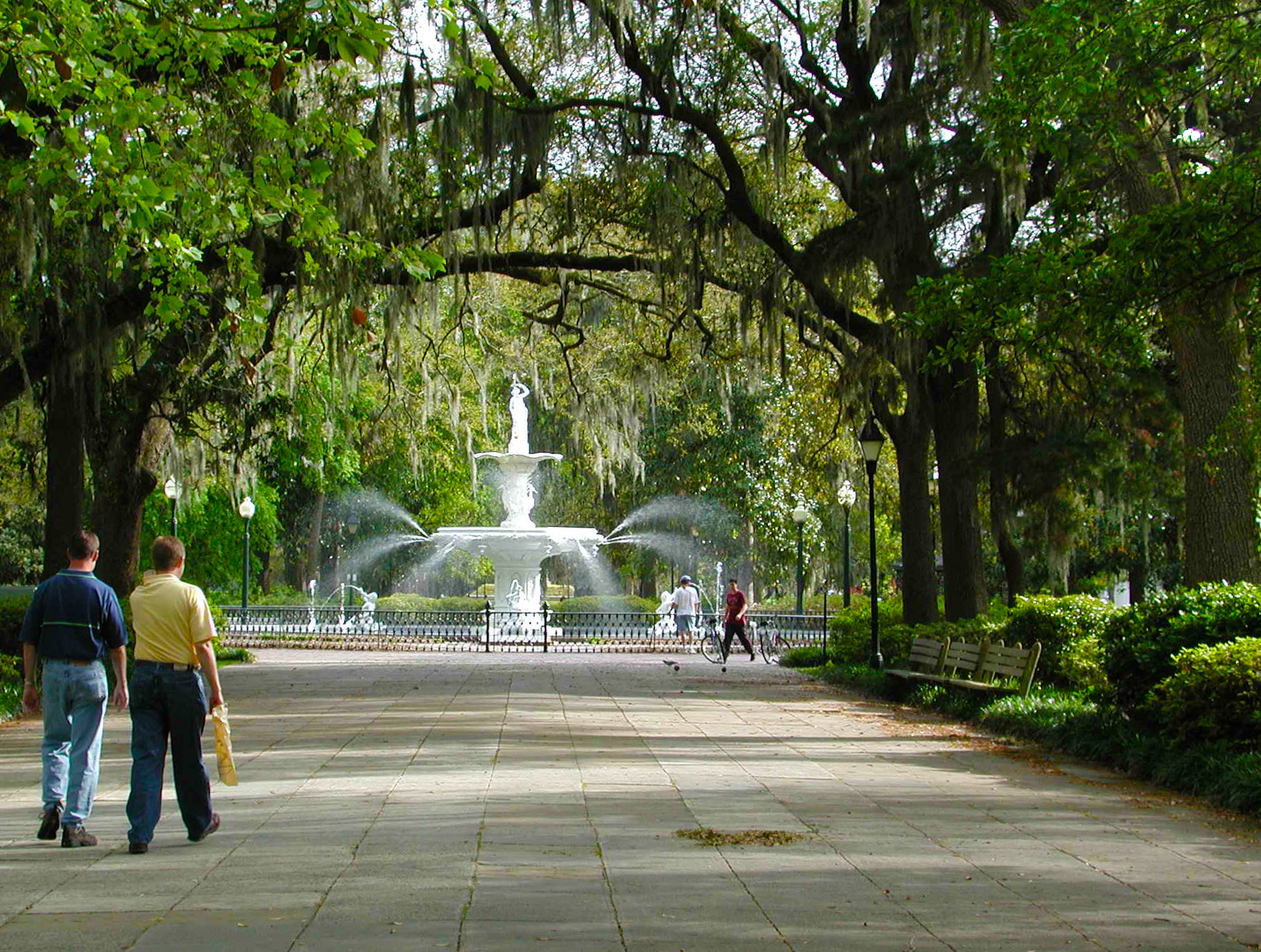
حديقة فورسيث هي منطقة حضرية مفتوحة كبيرة في منطقة وسط مدينة سافانا بولاية جورجيا.

في تخطيط استخدام الأراضي، فإن المساحات المفتوحة في المناطق الحضرية هي مناطق ومساحات مفتوحة لـ «الحدائق»، «المساحات الخضراء»، وغيرها من المناطق المفتوحة. يمكن أن تتراوح مساحات المساحات المفتوحة الحضرية من ملاعب إلى بيئات عالية الصيانة إلى مناظر طبيعية طبيعية نسبيًا. عادة ما تكون مفتوحة للوصول العام، ومع ذلك، قد تكون المساحات المفتوحة الحضرية مملوكة للقطاع الخاص. لا تعتبر المناطق خارج حدود المدينة، مثل الحدائق العامة والوطنية وكذلك المساحات المفتوحة في الريف، مساحة مفتوحة في المناطق الحضرية. لا يتم دائمًا تعريف الشوارع، والساحات، والساحات، والساحات الحضرية باعتبارها مساحات مفتوحة حضرية في تخطيط استخدام الأراضي.

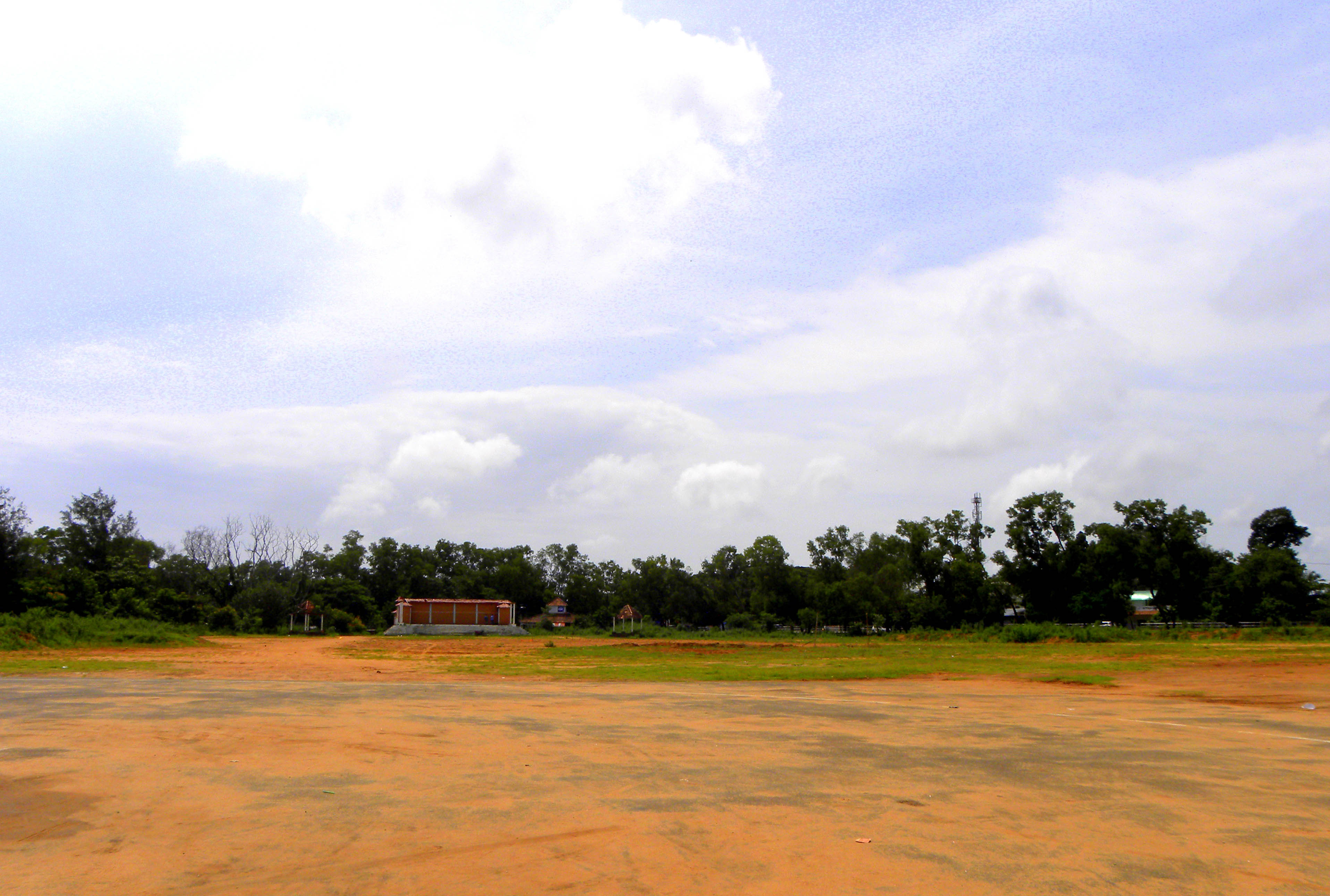
ميدان اسرامام في مدينة كولام، الهند. وهي أكبر مساحة مفتوحة متاحة في أي من حدود المدينة في ولاية كيرالا.

## النطاق
مصطلح "المساحة المفتوحة في المناطق الحضرية" يوصف العديد من أنواع المناطق المفتوحة. يقضي أحد التعريفات بأن "الفضاء المكاني الحضري، بصفته نظيرًا للتنمية، هو مورد طبيعي وثقافي، مرادفًا" للأرض غير المستخدمة بدون مناطق المنتزه والترفيه ". تعريف آخر هو "الفضاء المفتوح هو الأرض أو منطقة المياه مع سطحها المفتوح إلى السماء، مكتسبة عن وعي أو تنظيمها بشكل عام لخدمة وظيفة الحفاظ على المناطق الحضرية وتشكيلها بالإضافة إلى توفير الفرص الترفيهية."  في جميع الحالات تقريبًا، المساحة يشار إليه في الواقع هي مساحة خضراء. ومع ذلك، هناك أمثلة على المساحات الخضراء في المناطق الحضرية، والتي رغم أنها غير مملوكة / منظمة بشكل عام، لا تزال تعتبر مساحة مفتوحة في المناطق الحضرية.

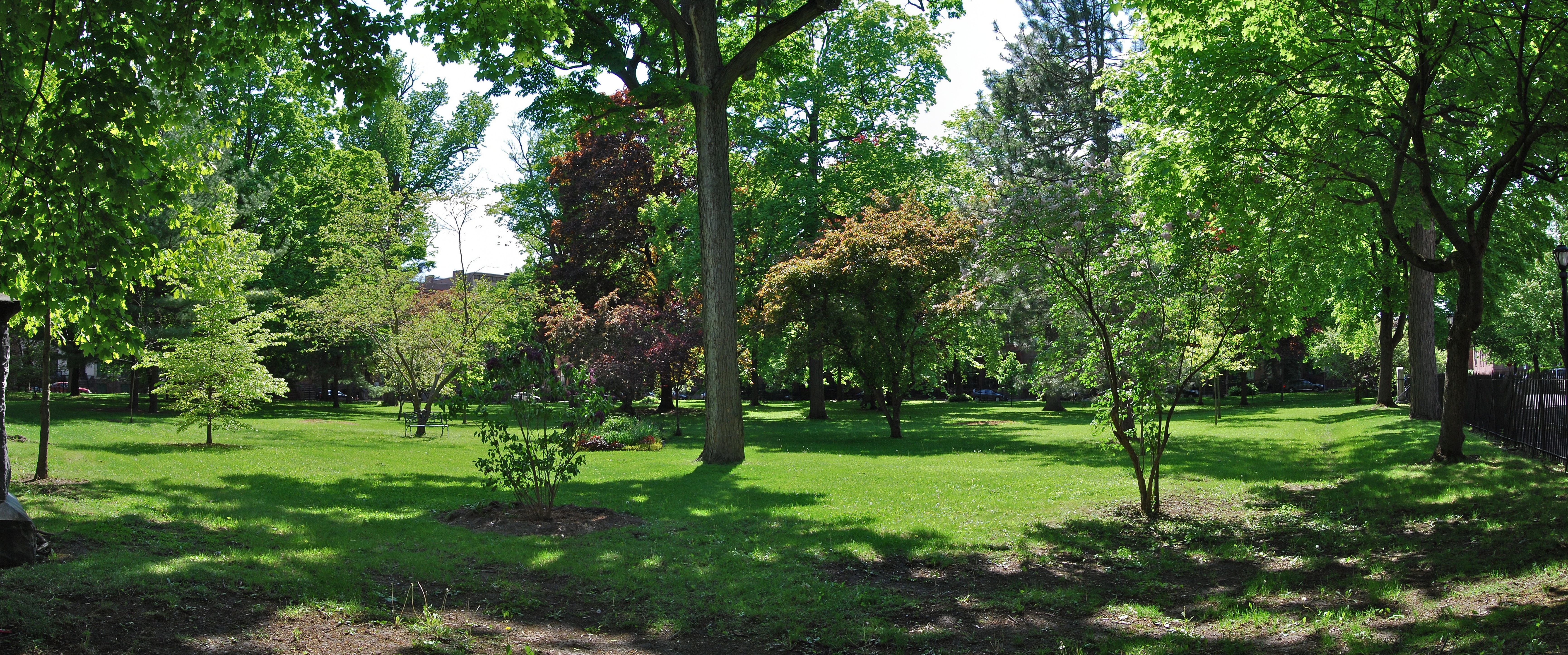
واشنطن بارك في تروي، نيويورك، الولايات المتحدة، مثال على المساحات المفتوحة الحضرية المملوكة للقطاع الخاص

من وجهة نظر أخرى، يتم تعريف الأماكن العامة بشكل عام بأنها أماكن الاجتماع أو التجمع الموجودة خارج المنزل ومكان العمل التي يمكن الوصول إليها بشكل عام من قبل الجمهور، والتي تعزز التفاعل المقيم وفرص الاتصال والقرب. ينطوي هذا التعريف على مستوى أعلى من التفاعل المجتمعي ويضع تركيزًا على المشاركة العامة بدلاً من الملكية العامة أو الإشراف.

## حق الملكية
عمومًا تُعتبر مفتوحة للجمهور، والمساحات المفتوحة الحضرية في بعض الأحيان المملوكة للقطاع الخاص. وتشمل بعض الأمثلة على مثل هذه الأماكن حرمًا للتعليم العالي، ومنتزهات/ حدائق جغرافية / مجتمعية، وأراضيًا مؤسسية أو مؤسساتية. لا تزال هذه المناطق تعمل على توفير «الراحة الجمالية والنفسية من التنمية الحضرية». ومع ذلك، يتم استخدام المصطلح الأكثر شيوعًا للإشارة إلى مسافات عامة و «خضراء».

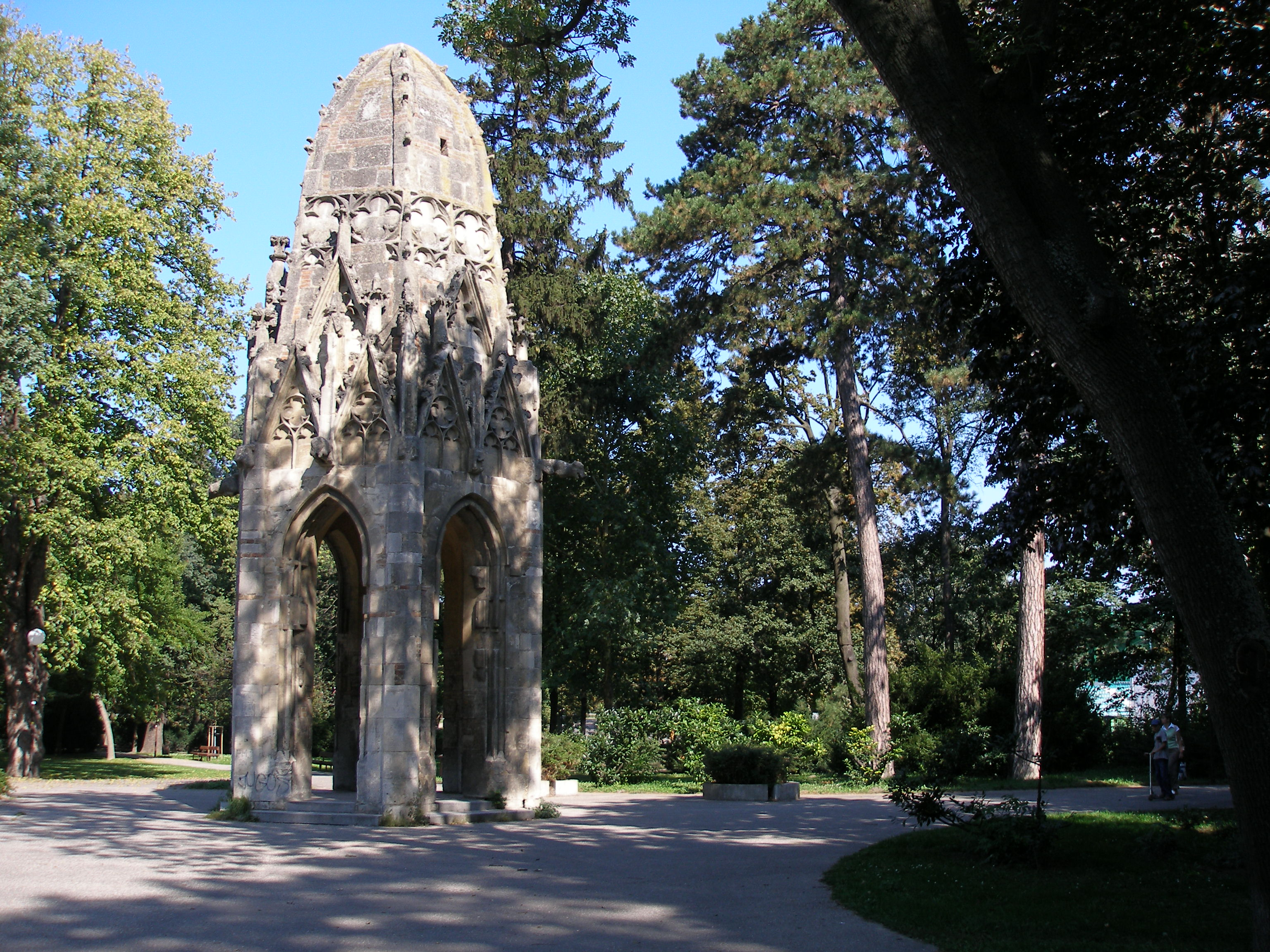
حديقة ساد جانكا في براتيسلافا (سلوفاكيا)

## الفوائد
يمكن تقسيم الفوائد التي توفرها المساحة المفتوحة في المناطق الحضرية للمواطنين إلى ثلاثة أشكال أساسية؛ الترفيه، والبيئة، والقيمة الجمالية.

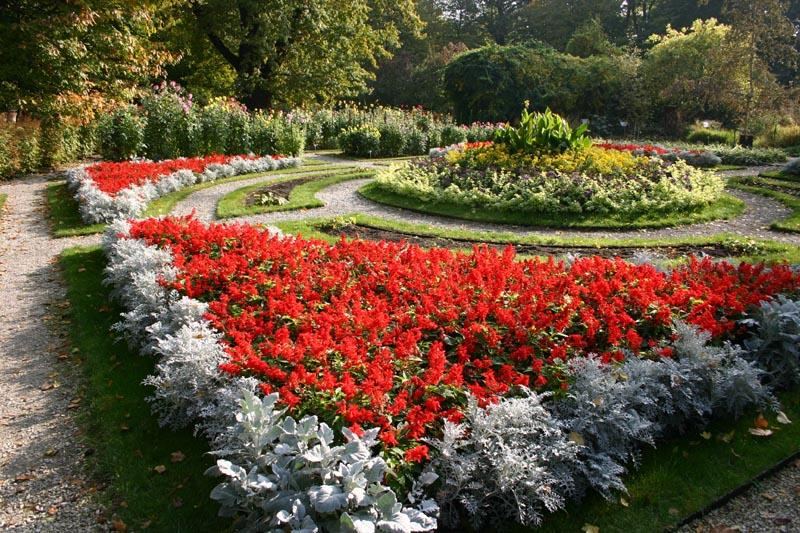
حديقة لازينكي في وارسو.

### الترفيه
غالبًا ما يتم تقدير المساحة المفتوحة في المناطق الحضرية للفرص الترفيهية التي توفرها. قد يتضمن الترفيه في المساحات الحضرية المفتوحة الترفيه النشط (مثل الرياضة المنظمة والتمرين الفردي) أو الترفيه السلبي، والذي قد ينطوي ببساطة على وجوده في المساحات المفتوحة. الوقت المستغرق في المساحات المفتوحة للمناطق المفتوحة للاستجمام يوفر راحة من البيئة الحضرية.

### البيئة
إن الحفاظ على الطبيعة في بيئة حضرية له تأثير مباشر على الناس لسبب آخر أيضًا. إن نشرة الشؤون المدنية في تورنتو التي تحمل عنوان "الحيز المفتوح للمناطق الحضرية: الترف أو الضرورة" تدعي أن "الوعي الشعبي بتوازن الطبيعة، والعمليات الطبيعية ومكان الإنسان في الطبيعة وتأثيرها - أي" الوعي البيئي "- مهم. يعيش البشر أكثر فأكثر في محيط من صنع الإنسان - أي المدن - يهدد بإيذاء نفسه من خلال البناء والعمل الجهل بالعمليات الطبيعية. وبالإضافة إلى منفعة الطبيعة البشرية، تعمل المساحات المفتوحة الحضرية أيضًا كجزر طبيعية، وتشجع التنوع البيولوجي وتوفر منزلاً للأنواع الطبيعية في بيئات غير صالحة للسكن على خلاف ذلك بسبب تطور المدينة.
بمعنى، من خلال إتاحة الفرصة لكونها ضمن فضاء أخضر حضري طبيعي، يحصل الناس على تقدير أعلى للطبيعة المحيطة بهم. وكما يذكر بيل ماكيبين في كتابه «نهاية الطبيعة»، فإن الناس لن يفهموا الطبيعة إلا إذا كانوا مغمسين فيها. يتبع خطى هنري ديفيد ثورو عندما عزل نفسه في جبال آديرونداك من أجل الابتعاد عن المجتمع والمثل العليا الساحقة التي يحملها. حتى أنه يكتب كيف يتبعه المجتمع وتأثيره البشري بينما يرى الطائرات تطوف فوق الرؤوس أو يسمع هدير الزوارق البخارية على بُعد.

### القيمة الجمالية
القيمة الجمالية للمساحات الحضرية المفتوحة واضحة بذاتها. يستمتع الناس بمشاهدة الطبيعة، خاصة عندما يكون هناك حرمان على نطاق واسع، كما هو الحال في البيئات الحضرية. لذلك، توفر المساحة المفتوحة قيمة «استبدال البنية التحتية الرمادية».
يوضح أحد الباحثين كيف تُساهم الأحياء الجذابة في المواقف الإيجابية والأعراف الاجتماعية التي تشجع على المشي، في حين أن الوصول القريب إلى المرافق الترفيهية مثل الحدائق يزيد من احتمال أن يترجم الناس نوايا المشي إلى أفعال فعلية.

### قيم أخرى للمساحة الحضرية المفتوحة
يمكن أيضًا اعتبار قيمة المساحة المفتوحة الحضرية فيما يتعلق بالوظائف المحددة التي توفرها. على سبيل المثال، يدرج مكتب البحوث البلدية في تورونتو هذه الوظائف كوظيفة طبيعية، وظيفة التصميم الحضري، الوظيفة الاقتصادية، وظيفة التراجع الاجتماعي، ووظيفة الاستجمام في الهواء الطلق. تصنف دراسة أخرى القيم المفتوحة للفضاء من وجهة نظر اجتماعية، قائمة: رأس المال المدني والاجتماعي، والتعبير الثقافي، والتنمية الاقتصادية، والتعليم، والبنية التحتية الخضراء، والصحة العامة، والترفيه، والشكل الحضري. تؤكد هذه الدراسات على الفوائد الأساسية نفسها للمساحات المفتوحة في المناطق الحضرية ولا يوجد أي خيار من الخيارات يخلق أي تناقض مع الآخرين.
يمكن إدراج جوانب مفيدة إضافية للمساحة المفتوحة في المناطق الحضرية في مدى أهمية المقارنة بالتنمية الحضرية الأخرى. تصنف دراسة واحدة هذه المقاييس ذات القيمة إلى ست مجموعات: المنفعة، الوظيفة، التأملية، الجمالية، الترفيهية، والإيكولوجية. هذه الفئات تمثل قيمة المساحة الحضرية المفتوحة لتنمية المدينة بالإضافة إلى تلك الأشياء التي يقدرها المواطنون بوعي. على سبيل المثال، فإن «القيمة الوظيفية» لحسابات المساحة المفتوحة للمزايا التي يمكن أن توفرها المساحات المفتوحة الحضرية في التحكم في الجريان السطحي. القيم الثلاث الأخيرة المدرجة، والجمالية، والترفيهية، والإيكولوجية، هي في الأساس نفس القيم التي تجعل المساحات الحضرية المفتوحة ذات قيمة واعية للمواطنين. بالطبع هناك عدة طرق مختلفة لتنظيم والإشارة إلى ميزة الفضاء المفتوح في التخطيط الحضري.
قدمت دراسة أجريت في أستراليا نظرة ثاقبة على كيفية وجود علاقة بين التنمية المجتمعية / سلامة المجتمع والفضاء الطبيعي المفتوح داخل المجتمع. تسمح المناطق المفتوحة لأفراد المجتمع بالانخراط في أنشطة اجتماعية عالية وتسهيل توسيع الشبكات الاجتماعية وتطوير الصداقة. عندما يصبح الناس أكثر اجتماعية، فإنهم يخفضون تصورات الخوف وعدم الثقة مما يسمح بإحساس المجتمع بالعبودية.

### الصحة العامة
على الرغم من التحسينات في التكنولوجيا الطبية التي تسمح للبشر بالشفاء من العديد من الأمراض والظروف الطبية، فإن الأبحاث تظهر أن الاتصال بالبيئة الخضراء لا يزال يقدم فوائد عظيمة للصحة العقلية والرفاه النفسي. في إطار عدد السكان، سواء كان في نطاق بلدة أو دولة، يواصل الباحثون العثور على أدلة على زيادة الفوائد الصحية من البيئة الخضراء التي توفر الغطاء النباتي بكثرة. عندما يقترن النشاط البدني للفرد مع البيئات الخضراء، لوحظت الفوائد الصحية ليتم توسيعها.

#### مقياس فردي
زادت الفوائد النفسية التي اكتسبها الزائرون للمساحات الخضراء الحضرية مع تنوعها البيولوجي،  مما يشير إلى أن «الأخضر» وحده غير كاف؛ نوعية تلك الخضراء مهمة في تقديم الفوائد الصحية.

#### تحسين التركيز
التفاعل مع الطبيعة يمكن أن يكون له تأثير تصالحي على مستويات الانتباه والتركيز، من خلال توفير فاصل للمخ من التحفيز الزائد.

#### تعزيز الصحة
وأظهرت دراسة بحثية أن النساء اللاتي قضين ست ساعات في الغابة لمدة يومين أظهرن زيادة في خلايا الدم البيضاء. كما تم تسجيل هذه الزيادة لبقوا لمدة سبعة أيام بعد ذلك.

#### البيئات الافتراضية
قد تكون بعض الفوائد مستمدة من التعرض للإصدارات الافتراضية للبيئة الطبيعية أيضًا. على سبيل المثال، كان الأشخاص الذين تم عرض صورهم لبيئات طبيعية خلابة قد زادوا من نشاط الدماغ في المنطقة المرتبطة بتذكر الذكريات السعيدة، مقارنة بالأشخاص الذين عرضوا صورًا للمناظر الطبيعية الحضرية.

#### النشاط البدني
تُظهر الدراسات التي أجريت على البالغين النشطين جسديًا في منتصف العمر وكبار السن أن هناك فوائد كبيرة عندما تقترن الأنشطة البدنية ببيئات المساحة الخضراء. يؤدي هذا الاقتران إلى انخفاض مستويات الإجهاد، ويقلل من خطر الإصابة بالاكتئاب بالإضافة إلى زيادة وتيرة المشاركة في التمرين. لا تؤثر درجة كثافة التمارين على درجة الاستفادة من المساحة الخضراء. تسير مجموعة عارضة في بيئة خضراء (يمشي في الطبيعة) تزيد من الموقف الإيجابي وخفض مستويات الإجهاد فضلا عن خطر الاكتئاب. تشير الأبحاث إلى أنه عندما تكون الأماكن المفتوحة جذابة ويمكن الوصول إليها، فمن المرجح أن يشارك الناس في النشاط البدني،  التي لها فوائد صحية كامنة واضحة. وقد تبين أن إمكانية الوصول تزيد من استخدام المساحات المفتوحة، والتي تنخفض بشكل كبير لمسافات أطول من مسافة خمس دقائق (حوالي 400 متر). تخطيطات الجوار مثل خطة أوغليثورب للسافانا (جورجيا) أو الشبكة المنصهرة المعاصرة تحقق درجة عالية من إمكانية الوصول. من المهم أن نلاحظ أنه وفقا لدراسة مختلفة، فإن التمارين البدنية في البيئات الطبيعية لا ترتقي بالضرورة إلى الحالة الصحية للشخص مثل علاج الاكتئاب، بل تستفيد في أشكال الوقاية من انخفاض الرفاهية العقلية مثل خطر الاكتئاب أو استغاثة. كذلك، كان الاستخدام المنتظم للبيئات غير الطبيعية، ولا سيما البيئات الرياضية، مرتبطًا بشكل إيجابي وكبير بالمزيد من الرفاهية من حيث الصحة البدنية، ولكن لم يتم العثور على مثل هذا الارتباط مع الاستخدام المنتظم لأي من البيئات الطبيعية من الدراسة. وهذا يشير إلى أن البيئات الصديقة للبيئة وفوائدها الإيجابية على صحة الإنسان تقتصر على الصحة العقلية والرفاهية.

## النطاق الشعبي
شملت دراسة وبائية كبيرة  إلى أن الأفراد الأكثر ثراء كانوا أكثر صحة عمومًا من الأفراد ذوي الدخل المنخفض، ويوضح ذلك النمط أن الأفراد الأثرياء يقيمون في مناطق أكثر تركيزًا مع المساحة الخضراء. كان هناك علاقة إيجابية مع زيادة المساحة الخضراء وتحسين الصحة. أيضًا، من التعرض المتساوي للمساحة الخضراء، استفاد الجميع ولكن أقل مجموعة دخل استفادت الأكثر (انظر الرسم البياني). هذه النتائج المدهشة المستندة إلى عينة كبيرة بشكل استثنائي تؤكد بشكل لا شك فيه الآثار المتعلقة بالصحة للمساحات الخضراء وتشير إلى أهميتها كعنصر في تخطيطات الأحياء. لن يقتصر الأمر على الحد من الفوارق الصحية بين الدخول، بل سيعزز الصحة العامة والرفاهية.

## التاريخ

### لندن
تتمتع لندن بتاريخ طويل من المساحات المفتوحة في المناطق الحضرية، والتي أثرت بشكل كبير على تطوير المنتزهات الحديثة، ولا تزال من بين أكثر مدن العاصمة خضرة في العالم.
بدأ الأساس لكثير من المساحات المفتوحة الحضرية التي نراها اليوم في أوروبا والغرب في عملية التنمية في لندن في القرنين السابع عشر والثامن عشر. ما أصبح في نهاية المطاف مساحة خضراء مفتوحة في المناطق الحضرية وبدأت في الساحات العامة المرصوفة. على الرغم من أنها كانت تهدف إلى أن تكون مفتوحة للجمهور، فقد تم إعادة تسمية هذه المساحات كمتنزهات خاصة حول أواخر القرن الثامن عشر. خلال هذه الفترة أصبحت المناطق جيوبًا خضراء في البيئة الحضرية، شُيِّدت بشكل شائع بعد البرية الطبيعية في الريف.
وكانت الحدائق الأولى التي عكست اتجاه الخصخصة ومرة أخرى مفتوحة للجمهور هي الحدائق الملكية في إنجلترا في القرن التاسع عشر. وقد تم ذلك استجابة للحركة السكانية الكبيرة وغير المتوقعة من البلد إلى المدن. ونتيجة لذلك، «كانت الحاجة إلى فضاء مفتوح ملحة اجتماعيًا وسياسيًا ... كان من السهل وصف المشاكل التي كان من المتوقع أن يقدم المنتزهات بعض الراحة لها: الاكتظاظ والفقر والبؤس وسوء الصحة وانعدام الأخلاق. ومعنويات، وهكذا». حصلت هذه المشاعر مرة أخرى على دعم شعبي كبير خلال حركة «المدينة الجميلة» في أمريكا خلال 1890 و 1900. وركز كلا الاتجاهين على إتاحة الفرصة للجمهور لتلقي جميع الفوائد الصحية والنمطية المتصورة للوصول إلى المساحات المفتوحة داخل البيئات الحضرية.

## الاتجاهات الحالية
كان تجزئة المساحات المفتوحة الحضرية بارزًا بشكل خاص في أمريكا خلال القرن العشرين. منذ أواخر القرن التاسع عشر، كانت أنظمة المتنزهات الرومانسية تهتم بمصممي المساحات المفتوحة بتوجيه أو احتواء أو فصل النمو الحضري، أو توزيع الترفيه، أو إنتاج وسائل الراحة الخلابة، ومعظمها في إطار التجريدات الهندسية ". في تسعينيات القرن الماضي، عندما اتخذت المساحات المفتوحة الحضرية مسارا مشابها للمساحات العامة للمتنزهات، في أعقاب اتجاه التحديث لتجزئة المناطق وتخصصها. حيث شددت الحداثة على "زيادة الكفاءة والقابلية الكميّة والقدرة على التنبؤ والتحكم ... «التقسيمات الاجتماعية»(يانج 1995)، نمت المساحات المفتوحة بشكل أكثر تحديدًا في الغرض. ولعل هذه الزيادة في تقسيم استخدام الطبقات الاجتماعية للفضاء المفتوح، التي أظهرها تجزئة المساحات، تظهر حالة مشابهة لخصخصة حدائق لندن في القرن الثامن عشر، والتي أظهرت الرغبة في جعل الطبقات أكثر تميزًا.
واليوم، تشهد أماكن مثل إسكندينافيا، التي ليس لها تاريخ هام في أماكن الترفيه والتجمع في الهواء الطلق، انتشارًا في المساحات المفتوحة في المناطق الحضرية وتبني نمط حياة تدعمه غرفة التنفس الحضرية الإضافية. يمكن رؤية مثال على ذلك في كوبنهاغن حيث ظهرت منطقة مغلقة أمام حركة السيارات في عام 1962، في غضون بضعة عقود فقط، ظهرت ثقافة التجمعات السياسية العامة والمقاهي في الهواء الطلق. لا يقتصر التقدير على استخدام الأماكن الحضرية المفتوحة واستخدامها في الأماكن التي تفتقر تاريخيًا إلى مثل هذه التقاليد، بل إن عدد المساحات المفتوحة الحضرية يتزايد بسرعة أيضًا.

## الجدال

### القيمة
تميل العقارات القريبة من المساحة الحضرية المفتوحة إلى الحصول على قيمة أعلى. استطاعت إحدى الدراسات إثبات أن «النظرة السارة يمكن أن تؤدي إلى زيادة كبيرة في سعر المنزل، خاصة إذا كان المنزل يطل على الماء (8-10٪) أو المساحة المفتوحة (6-12٪)». الوصول إلى القرب من حافة المتنزه، في حين أن هناك قسطًا ملحقًا بالشقق في المنطقة المجاورة للمنتزه، يتم إرفاق قسط سلبي بهذه السمة لمنازل الأسرة الواحدة، والتي قد تكون ناتجة عن العوامل الخارجية السلبية المحتملة التي قد تحيط بالمنتزهات، خاصة في المساء.

### الوصول
المساحة المفتوحة في المناطق الحضرية تحت ضغط قوي. بسبب التوسع العمراني، جنبًا إلى جنب مع سياسة التكثيف المكاني للتكثيف، يواجه المزيد من الناس احتمال العيش في بيئات سكنية أقل خضرة، وخاصة الناس من الطبقات الاقتصادية المنخفضة. قد يؤدي ذلك إلى عدم المساواة البيئية فيما يتعلق بتوزيع (الوصول) إلى المساحات الخضراء العامة. هذا هو الحال خاصة في ولاية كاليفورنيا، مما يؤدي إلى القلق بشأن إمكانية الوصول إلى المساحات المفتوحة في ولاية كاليفورنيا.
وجدت إحدى الدراسات، التي قارنت المساحات المفتوحة العامة بين الأحياء الاجتماعية والاقتصادية العالية والأحياء الاجتماعية والاقتصادية المنخفضة، أن المساحات الحضرية المفتوحة في أعلى الأحياء الاجتماعية والاقتصادية لديها المزيد من وسائل الراحة (مثل طاولات النزهة ونوافير المشروبات والمراحيض) من المساحات المفتوحة في الأحياء الاجتماعية والاقتصادية المنخفضة. كانت المساحات المفتوحة الحضرية في الأحياء الاجتماعية والاقتصادية العليا أكثر عرضة للأشجار التي توفر الظل، وهي ميزة مائية (مثل البركة والبحيرة والخور)، ومسارات المشي وركوب الدراجات، والإضاءة، واللافتات المتعلقة بالوصول إلى الكلاب واللافتات التي تقيد الأنشطة الأخرى كذلك.